# Kanton Poitiers-3
Kanton Poitiers-3 (fr. Canton de Poitiers-3) je francouzský kanton v departementu Vienne v regionu Poitou-Charentes. Skládá se z části města Poitiers a obce Mignaloux-Beauvoir.